# 清家省二
清家 省二 (Shoji Seike　1949年 - ) は日本のランドスケープアーキテクト。株式会社LAU都市施設研究所取締役。1級造園施工管理技士、1級建築施工管理技士。
1971年に南九州大学園芸学部造園学科を卒業。
主な作品にアクアフォレスト・ルネ稲毛、ガーデンシンフォニー新越谷（設計協力）、上野動物園ホッキョクグマとアザラシの海、明海の丘公園
など。